# 665 Sabine
665 Sabine este un asteroid din centura principală, descoperit pe 22 iulie 1908, de Karl Wilhelm Lorenz.